# Karl-Ewert Christenson
Karl-Ewert Christenson (18 de enero de 1888 - 9 de enero de 1965) fue un letrista de revistas, escritor, cantante y actor de nacionalidad sueca. Sobrino del político Birger Christenson, a lo largo de su carrera utilizó los pseudónimos Karl-Ewert y Sten Hage.

## Biografía
Nacido en Lund, Suecia, Christenson cursó estudios en el Instituto de Comercio Frans Schartau, trabajando tras su graduación como empleado de banca en los años 1906 a 1918.
Debutó en 1919 como cantante con repertorio propio en el Cabaret Läderlappen de Estocolmo. Posteriormente escribió letras de canciones y revistas, actuando en el Teatro Folkan y en el Folkets hus teater, actuando igualmente en revistas representadas en provincias y en otros países.
Entre las letras más conocidas de Karl-Ewert Christenson figuran una serie de canciones del repertorio de Ernst Rolf como Barndomshemmet, Bättre och bättre dag för dag, Lägg dina sorger i en gammal säck, Mitt svärmeri y Tacka vet jag det som var en gång. También escribió la letra sueca de la opereta La posada del Caballito Blanco y el texto del tema principal de la primera película sonora sueca, Säg det i toner. En total, colaboró con la letras de 4.000 canciones. Como escritor de revistas, sus obras se representaron en el Folkan y el Vasateatern, y colaboró en 1935 y 1936 con Kar de Mumma. Las dos primeras revistas profesionales de Karl Gerhard fueron compuestas en colaboración con Karl Ewert.
Karl-Ewert Christenson falleció en Solna, Estocolmo, Suecia, en 1965. Había estado casado desde 1920 con la actriz Agnes Thomée.

## Teatro y revista
- 1921 : Denna sida opp, de Karl-Ewert y Karl Gerhard, escenografía de Olle Nordmark, Folkan[2]
- 1922 : Med Folkan för fosterlandet, de Karl-Ewert y G.V. Nordensvan, escenografía de Hjalmar Peters, Folkan[3]

## Filmografi (urval)
- 1934 : Karl Fredrik regerar
- 1934 : Falska Greta
- 1934 : Sången till henne
- 1935 : Äktenskapsleken
- 1936 : På Solsidan
- 1945 : Den allvarsamma leken
- 1945 : Svarta rosor